# Thibault Guernalec
Thibault Guernalec, né le 31 juillet 1997 à Châteaulin (Finistère), est un coureur cycliste français, membre de l'équipe Arkéa-B&B Hotels.

## Biographie

### Débuts et carrière amateur
Thibault Guernalec prend sa première licence à l'âge de sept ou huit ans au VC Châteaulin, dans sa commune natale. Son frère cadet Victor pratique également ce sport en compétition.
Chez les juniors (moins de 19 ans), il s'illustre en étant l'un des meilleurs cyclistes bretons. Bon rouleur, il s'impose notamment sur le contre-la-montre de la Ronde des vallées en 2015. Il représente par ailleurs la France lors du championnat d'Europe du contre-la-montre, où il se classe dix-huitième. Après ses performances, il intègre le Team Pays de Dinan, où il court de 2016 à 2018. Durant cette période, il se distingue dans le calendrier amateur français en obtenant de nombreuses victoires. Il est également sélectionné en équipe de France espoirs
En aout 2017, il intègre la formation Fortuneo-Oscaro en tant que stagiaire. Dès sa première course, il se met en évidence sur l'Eurométropole Tour en remontant dans le final Daniel McLay, vainqueur au sprint. Sur Binche-Chimay-Binche, il prend une honorable vingtième place.

### Carrière professionnelle
Thibault Guernalec passe finalement professionnel en août 2018 au sein de la formation. Pour ses débuts au Tour de Burgos, on le retrouve échappé lors de la deuxième et de la quatrième étape. Au sortir de celui-ci, il termine sur la dernière marche du podium du championnat de France de contre-la-montre espoirs. Sa fin de saison se poursuit sur quatre épreuves d'un jour belges (Brussels Cycling Classic, Antwerp Port Epic, le Championnat des Flandres et le Grand Prix Jef Scherens) avant de prendre part au championnat du monde de contre-la-montre espoirs et d'épingler un dernier dossard sur Paris-Tours (99e). 

#### Saison 2019
Il lance sa première saison pleine chez les professionnels sur les manches du Challenge de Majorque avant d'enchaîner par l'Etoile de Bessèges où il se distingue lors de son exercice favori, le contre-la-montre, 12e de la quatrième étape. Cette performance lui permet de se classer 13e du classement général et 2e au classement du meilleur jeune remporté par un autre breton, Valentin Madouas. Il se montre à son avantage fin mars, 8e de la quatrième étape sur la Semaine internationale Coppi et Bartali. Le 31 juillet, il se classe 4e du prologue du Tour du Portugal, place qu'il retrouve au terme de la cinquième étape, membre d'une échappée composée de huit coureurs. Il conclut ce Tour par une 5e place sur le contre-la-montre final. Fin août, il devient champion de France de contre-la-montre espoir pour sa dernière année dans la catégorie. Douzième sur le contre-la-montre proposé sur le Tour Poitou-Charentes en Nouvelle-Aquitaine, cette performance lui permet de terminer 10e du classement général. Présent au championnat du monde de contre-la-montre espoirs, il y réalise son objectif personnel, intégrant le top 15 (11e). 

#### Saison 2020
Comme en 2019, il lance sa saison 2020 sur les manches du Challenge de Majorque, notamment 26e du Trofeo Pollença-Andratx. Il enchaîne une nouvelle fois par l’Étoile de Bessèges, 18e du contre-la-montre final et du classement général. Échappé sur la première étape du Tour de Murcie, il s'y classe 4e, place qu'il obtient également au classement général. Quatre jours plus tard, il est au départ du Tour d'Andalousie avec une 16e place sur le contre-la-montre final. Il se montre très en jambes sur le GP de Lillers, échappé plus de cent kilomètres en compagnie de Riley Sheehan, Samuel Leroux et son coéquipier Anthony Delaplace. Bien qu'ils soient repris au bout de 120 kilomètres, il ressort, seul, du peloton dans le final, revenant sur un groupe de contre puis sur la tête de course où il rejoint Arjen Livyns et son coéquipier Florian Vachon, qu'il emmène vers la victoire.
Le 20 avril 2020, son équipe annonce la prolongation de son contrat pour deux années supplémentaires, jusqu'en 2022. Son manager, Emmanuel Hubert, juge alors qu'il peut faire partie des meilleurs rouleurs français à l'avenir. Le 21 août, il se classe cinquième du championnat de France du contre-la-montre. La semaine suivante, 6e de l'épreuve chronométrée du Tour Poitou-Charentes en Nouvelle-Aquitaine, il prend la 4e place du général et s'adjuge le classement du meilleur jeune. Le 19 septembre, il chute à l'entraînement à la suite d'un refus de priorité d'un automobiliste et souffre d'une fracture du trochanter.

#### Saison 2021
Il reprend la compétition en 2021 sur le Grand Prix de Valence où son coéquipier Amaury Capiot monte sur la troisième marche du podium. Le 6 mars, il prend le départ de sa première course World Tour, les Strade Bianche (abandon). Toujours en Italie, il épaule Nairo Quintana sur le GP de l'industrie et de l'artisanat de Larciano et Tirreno-Adriatico puis Nacer Bouhanni sur Milan-San Remo et Cholet-Pays de la Loire. Le 17 avril, il prend la 3e place du contre-la-montre du Tour de la Communauté valencienne. Il se distingue le 8 mai dans le même exercice, 4e de la quatrième étape du Tour de l'Algarve, lui permettant d'y prendre la 6e place au classement général. Son équipe annonce le 21 mai qu'il a été testé positif au SARS-CoV-2 en compagnie d'Elie Gesbert. Cette nouvelle lui fait manquer les deux manches finistériennes de la Coupe de France, le Tro Bro Leon et le Tour du Finistère.
En juin, il réalise un nouveau top 10 sur un contre-la-montre, 6e de celui proposé sur le Tour de Belgique. Visant un top 5 lors du championnat de France de la discipline, il en prend la 10e place, gêné par la chaleur. Dixième également du contre-la-montre proposé sur le Tour Poitou-Charentes en Nouvelle-Aquitaine, il remonte à la 9e position au classement général mais est victime d'une luxation de l'épaule le lendemain. Immobilisé durant trois semaines, il ne reprend la compétition qu'en octobre, sur la Classic Loire-Atlantique où s'impose son coéquipier Alan Riou.

#### Saison 2022
Guernalec participe à son premier grand tour à l'occasion du Tour d'Espagne. Une chute durant la treizième étape le contraint à l'abandon, atteint de contusions au côté gauche et d'une plaie au menton.

#### Saison 2024
Lors d'un entraînement en décembre 2023, Guernalec chute et est atteint d'une luxation de l'épaule gauche et d'une fracture du radius droit.

## Palmarès et classements

### Palmarès par année
| - 2015 - Grand Prix Fernand-Durel : - Classement général - 1re étape (contre-la-montre) - 1re étape du Trophée Sébaco (contre-la-montre) - 2e étape de la Ronde des vallées (contre-la-montre) - 2e du championnat de France de poursuite par équipes juniors - 2016 - Champion de Bretagne du contre-la-montre - 5e étape de la Ronde finistérienne - 2e du Tour des Deux-Sèvres - 3e du championnat de France du contre-la-montre espoirs - 3e du Chrono des Achards - 2017 - Classement général de la Flèche d'Armor - Tour des Mauges : - Classement général - 2e étape (contre-la-montre) - 3e étape du Tour de la Manche (contre-la-montre) - Classement général du Tour des Deux-Sèvres - 1re étape de l'Estivale bretonne - Volvic-Feytiat - 2e de La Gislard - 2e du Grand Prix de Guichen - 2e du Grand Prix de La Roche-aux-Fées - 2e du championnat de France du contre-la-montre espoirs | - 2018 - Classement général du Circuit du Mené - Tour des Deux-Sèvres : - Classement général - 3ea étape (contre-la-montre) - 2e de l'Exclusivelo Tour - 3e du championnat de France du contre-la-montre espoirs - 2019 - Champion de France du contre-la-montre espoirs - 2020 - 3e du Grand Prix de Lillers-Souvenir Bruno Comini - 2024 - 3e du championnat de France du contre-la-montre |  |

### Résultats sur les grands tours

#### Tour d'Italie
1 participation
- 2023 : 90e

#### Tour d'Espagne
2 participations
- 2022 : abandon (13e étape)
- 2024 : 132e

### Classements mondiaux
| Année                                 | 2017  | 2018  | 2019 | 2020 | 2021 | 2022 | 2023 | 2024 |
| ------------------------------------- | ----- | ----- | ---- | ---- | ---- | ---- | ---- | ---- |
| Classement mondial                    | 1974e | 2257e | 845e | 238e | 667e | 502e | 439e | 618e |
| UCI Europe Tour                       | 1266e | 1501e | 614e | 198e | 529e | 399e | nc   | nc   |
|                                       |       |       |      |      |      |      |      |      |
| Légende : nc = non classéSource : UCI |       |       |      |      |      |      |      |      |